# Бедриковецька сільська рада
Бедрикове́цька сільська́ ра́да — адміністративно-територіальна одиниця та орган місцевого самоврядування в Городоцькому районі Хмельницької області. Адміністративний центр — село Бедриківці.

## Загальні відомості
Бедриковецька сільська рада утворена в 1929 році.
- Територія ради: 26,36 км²
- Населення ради: 1 496 осіб (станом на 2001 рік)
- Територією ради протікає річка Смотрич

## Населені пункти
Сільській раді були підпорядковані населені пункти:
- с. Бедриківці
- с. Новосілка

## Склад ради
Рада складалася з 16 депутатів та голови.
- Голова ради: Волошина Світлана Аполлонівна
- Секретар ради: Береза Руслана Василівна

### Керівний склад попередніх скликань
| Прізвище, ім'я, по батькові      | Основні відомості                                                                       | Дата обрання | Дата звільнення |
| -------------------------------- | --------------------------------------------------------------------------------------- | ------------ | --------------- |
| Колісниченко Анатолій Григорович | Сільський голова, 1953 року народження, безпартійний                                    | 26.03.2006   | 05.06.2009      |
| Волошина Світлана Аполлонівна    | Сільський голова, 1969 року народження, освіта середня спеціальна, позапартійна         | 20.06.2010   | 31.10.2010      |
| Волошина Світлана Аполлонівна    | Сільський голова, 1969 року народження, освіта середня спеціальна, член Партії регіонів | 31.10.2010   |                 |

Примітка: таблиця складена за даними сайту Верховної Ради України

### Депутати
За результатами місцевих виборів 2010 року депутатами ради стали:

#### За суб'єктами висування
| Суб'єкт висування | Кількість обраних депутатів | %    |
| ----------------- | --------------------------- | ---- |
| Самовисування     | 9                           | 56,3 |
| Партія регіонів   | 4                           | 25   |
| Народна партія    | 3                           | 18,8 |

#### За округами
| № округу        | Прізвище, ім'я, по батькові      | Дата визнання обраним | Освіта             | Партійна приналежність | Відомості про обраного депутата                                |
| --------------- | -------------------------------- | --------------------- | ------------------ | ---------------------- | -------------------------------------------------------------- |
| Народна Партія  |                                  |                       |                    |                        |                                                                |
| 2               | Марчук Микола Йосипович          | 01.11.2010            | вища               | позапартійний          | тимчасово не працює                                            |
| 11              | Любас Людмила Володимирівна      | 01.11.2010            | вища               | позапартійна           | Бедриковецька сільська рада, бухгалтер                         |
| 15              | Ковальчук Віктор Іванович        | 01.11.2010            | середня спеціальна | позапартійний          | тимчасово не працює                                            |
| Партія регіонів |                                  |                       |                    |                        |                                                                |
| 6               | Колісниченко Валентина Василівна | 01.11.2010            | середня спеціальна | позапартійна           | Управління праці та соціального захисту, соціальний працівник  |
| 10              | Береза Руслана Висилівна         | 01.11.2010            | середня спеціальна | позапартійна           | Бедриковецька сільська рада, секретар                          |
| 12              | Ластавчук Михайло Іванович       | 01.11.2010            | середня спеціальна | позапартійний          | фельдшерсько-акушерський пункт с. Новосілка, завідувач         |
| 14              | Яковець Оксана Іванівна          | 01.11.2010            | середня спеціальна | позапартійна           | Бедриковецька сільська бібліотека, завідувачка                 |
| Самовисування   |                                  |                       |                    |                        |                                                                |
| 1               | Черевик Станіслав Йосипович      | 01.11.2010            | середня спеціальна | позапартійний          | тимчасово не працює                                            |
| 3               | Кіт Андрій Васильович            | 01.11.2010            | середня спеціальна | позапартійний          | Городоцька філія «Хмельницькгаз», слюсар                       |
| 4               | Шевчук Анатолій Михайлович       | 01.11.2010            | середня спеціальна | позапартійний          | тимчасово не працює                                            |
| 5               | Кіт Богдан Іванович              | 01.11.2010            | середня спеціальна | позапартійний          | тимчасово не працює                                            |
| 7               | Кайданська Алла Владиславівна    | 01.11.2010            | вища               | позапартійна           | Бедриковецька загальноосвітня школа, вчитель початкових класів |
| 8               | Загородня Оксана Станіславівна   | 01.11.2010            | вища               | позапартійна           | Бедриковецька загальноосвітня школа, вчитель                   |
| 9               | Лук'янчук Роман Анатолійович     | 01.11.2010            | середня спеціальна | позапартійний          | Городоцька пожежна частина, пожежник                           |
| 13              | Любас Олександр Антонович        | 01.11.2010            | середня спеціальна | позапартійний          | приватний підприємець                                          |
| 16              | Марчук Тетяна Леонідівна         | 01.11.2010            | вища               | позапартійна           | Бедриковецька загальноосвітня школа, вчитель початкових класів |